# Vila vid denna källa (Olle Ljungström)
Vila vid denna källa är en sång och en digital singel framförd av den svenske artisten Olle Ljungström från 2009 och ursprungligen skriven av Carl Michael Bellman. Låten gjordes i samband med IQ:s reklamkampanj mot alkohol. Tidningen Resumé kårade Ljungströms tolkning till "årets reklamlåt" samma år.

## Låtlista
Text och musik: Carl Michael Bellman.
1. "Vila vid denna källa" (IQ Version) (1:46)
2. "Vila vid denna källa" (2:51)